# 雲林縣立東明國民中學
雲林縣立東明國民中學（簡稱東明國中）是位於中華民國台湾省雲林縣斗南鎮的一所國民中學，成立於民国五十九年（1970年）。

## 历史
民国五十九年（1970年）奉台灣省政府教育廳准籌設，由雲林縣立古坑國民中學教師陳志武兼籌備主任，校名初為“斗南第二國中”，後改為“仁愛國中”。因本校介於斗南鎮大東里及明昌里之間，改為“東明國中”。
該校國文科教師林芝宇曾規劃二二八事件教案，讓學生認識歷史。
2016年6月老舊校舍拆除新校舍重建工程動土，期間臨時校舍由慈濟援建。2018年3月新校舍在教育部經費補助之下重建落成。雲林縣長李進勇特別率領縣府團隊為學校新校舍舉行落成典禮，正式啟用這棟以人文綠能為設計的建築，讓學生接下來有了這處舒適的全新學習空間。
2021年8月成立第一屆美術班。

## 歷任校長
以下是東明國中歷任校長列表：
| 屆任   | 姓名   | 性別 | 在任时间             | 異動原因         |
| ------ | ------ | ---- | -------------------- | ---------------- |
| 第1任  | 劉和璧 | 男   | 1970年至1980年8月    | 調任土庫國中     |
| 第2任  | 蔡勇   | 男   | 1980年8月至1985年8月 | 奉調臺灣書店經理 |
| 第3任  | 鄭玉藏 | 男   | 1986年8月至1994年8月 | 退休             |
| 第4任  | 劉明章 | 男   | 1994年8月至1997年8月 | 調任東和國中     |
| 第5任  | 許光男 | 男   | 1997年8月至2003年7月 | 調任縣府督學     |
| 第6任  | 謝鴻志 | 男   | 2003年8月至2006年7月 | 調任斗六國中     |
| 第7任  | 謝霏霏 | 女   | 2006年8月至2010年7月 | 退休             |
| 第8任  | 劉慶陽 | 男   | 2010年8月2012年7月   | 退休             |
| 第9任  | 張芳榕 | 男   | 2012年7月至2020年7月 | 調任東和國中     |
| 第10任 | 陳育民 | 男   | 2020年8月至今        | 現任             |